# Ciclina L2
La ciclina L2 (CCNL2) es una proteína miembro de la familia de las ciclinas L y codificada en humanos por el gen CCNL2. La ciclina L2 es una importante reguladora de la progresión normal del ciclo celular a través de su capacidad para unirse y activar proteín-quinasas. A diferencia de la ciclina L1 que ha sido identificada como potencial oncogén, la sobreexpresión de la ciclina L2 inhibe el crecimiento de células malignas y es capaz de fortalecer la respuesta de agentes quimioterapéuticos. La ciclina L2 es necesaria para la replicación del virus VIH en macrófagos.

## Características
La principal isoforma de la ciclina L2 contiene un dominio proteico rico en serina-arginina que le pueden conferir el punto de unión con otras proteínas. El gen CCNL2 es inducido por varios factores de crecimiento de manera inmediata al inicio de la fase G0 del ciclo celular.
La ciclina L1 y la ciclina L2 tienen más del 80% de homología, mientras que la ciclina L2 tiene homología en aproximadamente 30% con la ciclina T1, T2 y la ciclina K.
La ciclina L2 ha demostrado ser capaz de interaccionar con la proteína CrkRS.